# Либеральная партия (Руанда)
Либеральная партия (фр. Parti Libéral, PL) — политическая партия Руанды, основанная в 1991 году, когда в Руанде была введена многопартийная система. Его первым президентом был Ландоальд Ндасингва, убитый вместе со своей семьей 7 апреля 1994 г., в начале геноцида тутси в Руанде.

## История
Партия была основана в 1991 году. Хотя позже в том же году она отказалась присоединиться к правительству, сформированному Сильвестром Нсанзиманой, в апреле 1992 года она присоединилась к правительству Дисмаса Нсенгияремье. В результате её участия в правительстве, и усилий соратников президента Жювеналя Хабьяриманы, партия раскололась на проправительственные и антиправительственные фракции.
Она присоединилась к правительству, возглавляемому Патриотическим фронтом Руанды, в 1994 году после окончания геноцида. Проспер Хигиро стал лидером партии в 2001 году. На парламентских выборах 2003 года партия получила 11 % голосов и получила шесть из 53 выборных мест.
Либеральная партия поддержала Проспера Хигиро на руандийских президентских выборах, 2010. На руандийских парламентских выборах, 2008 сторона выиграл 4 из 53 непосредственно избранных мест, с 7,5 % голосов
Хигиро был выдвинут кандидатом от партии на президентских выборах 2010 года, получив 1,4 % голосов. На парламентских выборах 2013 года партия получила 9 % голосов, завоевав пять мест. На парламентских выборах 2018 количество её мест сократилось до четырёх.